# Fiat Seicento
 Denne artikel omhandler Fiat Seicento (600) fra 1998. For andre bilmodeller med samme eller lignede navn, se Fiat 600.
Fiat Seicento (type 187) (Seicento = italiensk for "600") var en mikrobil fra Fiat Automobiles. Modellen afløste den i vidt omfang identiske Fiat Cinquecento og kom på markedet i 1998.
I Danmark blev salget indstillet i 2003, men fortsatte i Tyskland frem til slutningen af 2007.
På den historiske Fiat 600's 50-års fødselsdag blev Seicento omdøbt til Fiat 600 og solgt under denne betegnelse fra 2005 til slutningen af 2009, dog ikke i Danmark.

## Historie
Seicento kom på markedet i marts 1998.
Teknisk set var Seicento baseret på Cinquecento, som den bortset fra designet var identisk med. Bilen var 3,34 meter lang og havde forhjulstræk og tværliggende motor. Forhjulene var ophængt separat på MacPherson-fjederben og tværled, og baghjulene på parallelle svingarme.
Seicento havde et mere moderne, rundere design med mere tidssvarende former og fandtes med tre forskellige motorer: 899 cm³ med 29 kW (39 hk), 1108 cm³ med 40 kW (54 hk) og en elektromotor med 15 kW (20 hk).
Bagagerummet kunne efter VDA-normen rumme 170 liter.

### Facelift
Til modelåret 2001 blev Seicento optisk og teknisk modificeret.
I midten af oktober 2000 blev motorprogrammet indskrænket, så 899 cm³-motoren udgik og 1108 cm³-motoren blev modificeret med multipoint- i stedet for monopoint-indsprøjtning, hvorved den kom til at opfylde Euro3-normen.
Derudover fik modellen mere standardudstyr som f.eks. ABS samt en del designmodifikationer, som skulle betone modellens attraktivitet for unge købere yderligere.
Udefra adskilte den faceliftede Seicento sig fra den oprindelige version gennem mere markante kofangere med lamelluftgitter og som ekstraudstyr integrerede tågeforlygter, blinklys med hvide glas, nye hjulkapsler, sidebeskyttelseslister, bredere dæk med dimension 165/55R13 og det nye Fiat-logo.
- Fiat Seicento (2000–2005)
- Seicento bagfra

## Modeller

### Seicento S/Young
Seicento S/Young var udstyret med den lille motor 1170 A1.046 (899 cm³), med samme tekniske data som Citymatic. Allerede i 1999 var modellen udstyret med to airbags, selestrammere og servostyring, men havde dog ikke lakerede kofangere og spejle, og havde simplere kabineudstyr uden bl.a. el-ruder. Den lille motor udgik af produktion i forbindelse med faceliftet i efteråret 2000.

### Seicento Sole/Sound
Udvendige kendetegn for Seicento "Sole", som var baseret på Fiat Seicento "Sound" (1,1-liters firecylindret motor med 40 kW (54 hk)), var "Sole"-skrifttrækket. Modellen havde samme udstyr som "Sound" (el-ruder, sportssæder, RDS-radio med cd-afspiller og fire højttalere, kofangere i bilens farve, sportslige frontskørter med tågeforlygter, varmedæmpende ruder og startspærre) samt elektrisk Webasto-skydetag.

### Seicento Citymatic
Type: 187AXA1A
Seicento Citymatic var udstyret med automatisk kobling. Man skiftede gear med en normal gearstang, efter at man havde sluppet speederen. Indkoblingen var afhængig af motorens omdrejningstal, kørehastigheden og det aktuelle gear. Styringen var elektronisk. Koblingens styreenhed var dog skrøbelig, hvilket kunne mærkes ved vibrationer. Hvis en del af elektronikken gik i stykker, kunne den ikke repareres men skulle i stedet udskiftes.
Denne version fandtes kun med den lille motor (899 cm³). Til udstyret hørte bl.a. lakerede kofangere og spejle samt el-ruder. Produktionen blev indstillet i september 2000.

### Seicento SX/Suite/Hobby
Type:
- Førfacelift: 187AXB1A
- Facelift: 187AXC1A

Betegnelserne "SX", "Suite" og "Hobby" kendetegnede de bedre udstyrede versioner af Seicento, som kun fandtes med den frem til september 2000 byggede motor 176 B2.000 (1108 cm³). Til udstyret hørte ud over airbags og selestrammere også el-ruder, elektrisk servostyring, lakerede kofangere og spejle. ABS var frem til faceliftet ikke standardudstyr. "Suite"-modellen havde derudover klimaanlæg.

### Seicento Sporting
Type:
- Førfacelift: 187AXB1A
- Facelift: 187AXC1A

Sporting-modellen var såvel teknisk som optisk optimeret. Dermed havde modellen ikke kun brede dæk 165/55R13, men også modificeret front, hækskørter og hjulkasser. Derved forandrede ydermålene sig let. Samtidig var gearkassen lavere gearet, hvorved femte gear ikke var et energisparegear.

### Seicento Sporting Abarth
Modellen Sporting Abarth var baseret på Sporting. Sporting Abarth havde samme udstyr som Sporting samt 14" alufælge, bredere sporvidde, hækspoiler, speeder i ståloptik, sportsrat, servostyring, ABS, gearknop med røde nister og nakkestøtter med Abarth-logo.

### Seicento Sporting - Schumacher Edition
Med Seicento Michael Schumacher World-Champion Edition markedsførte Fiat en specialversion i 1000 eksemplarer, som forbandt navnet på den dengang tredobbelte Formel 1-verdensmester med en række specielle udstyrsdetaljer.
Denne version var baseret på Seicento Sporting (1,1 liter 40 kW (54 hk)) og havde derudover alufælge med Fiat-logo inklusiv brede dæk, hækspoiler, specielle pedaler og alufodstøtter, læderrat og -gearknop samt håndbremse og gearstangsblænde i aluminium. Ferrari-piloternes signatur kunne ses på bagklappen, indstigningslisterne og sidelisterne. En mærkat med det fortløbende serienummer fuldendte modellens udstyr.
På bilens sider samt på en mærkat var nummeret anført, f.eks. for den 475. bil "475/1000".

### Seicento Turbo
Til Seicento før facelift tilbød tuningsfirmaerne Novitec, G-Tech, Hörmann Motorsport og Merkur turboombygningssæt (74 kW (101 hk)) godkendt til brug på offentlig vej. Dette gjorde den 800 kg tunge bil i stand til at accelerere fra 0 til 100 km/t på 8,4 sekunder. Med den dertil hørende sekstrins gearkasse fik bilen en topfart på 204 km/t.
Den nu udgåede ombygning fra G-Tech var opgivet til en effekt på 84 kW (114 hk). Derved steg brændstofforbruget til 8,8 liter 98 oktan blyfri benzin. G-Tech benyttede dog en 1,2-litersmotor til formålet.

### Van
Type:
- Førfacelift: 187CXA1A
- Facelift: 187CXC1A

Seicento Van lignede både udvendigt og teknisk personbilsudgaven, men havde dog ikke noget bagsæde men i stedet en lasteflade. Lastrummet kunne til rudernes underkant rumme 440 liter, og til taget 810 liter, hvilket svarede til personbilsudgaven med fremklappet bagsæde. Seicento Van blev ikke markedsført officielt i Danmark.

### 50th Anniversary Edition
Seicento blev mod slutningen af sin byggetid også solgt som 50th Anniversary Edition. Denne var lakeret med pastelfarver (ligesom i de sene 1950'ere) og for første gang med skrifttrækket 600 med tal på bagklappen.
Modellen havde meget ekstraudstyr såsom elektrisk servostyring, radio med cd-afspiller, airbag for fører og forsædepassager, indvendigt justerbare sidespejle, varmedæmpende ruder, el-ruder, sidespejle og kofangere i bilens farve, centrallåsesystem, rygerpakke, ABS, sidebeskyttelseslister etc.

### Seicento Elettra
Frem til 2005 byggede Fiat også en eludgave af Seicento kaldet Seicento Elettra. Bilen blev bygget først i Italien og senere i Polen, men kun på bestilling. Bilen var forsynet med en asynkronmotor, strømforsynet af 18 12V bly-syre-akkumulatorer. Bilens topfart var 100 km/t og rækkevidden 90 km.

## Tekniske data
|                                                | 899 i.e.                     | 1100 i.e.                    | 1100 i.e.               | 1200 i.e.               | Elettra                                              |
| Byggeår                                        | 3/1998–9/2000                | 3/1998–9/2000                | 10/2000–12/2009         | 6/2007–12/2009          | 3/1998–2/2005                                        |
| Motordata                                      |                              |                              |                         |                         |                                                      |
| Motorfabrikat                                  | Fiat                         | Fiat                         | Fiat                    | Fiat                    | Siemens                                              |
| Motorkode                                      | 1170A1046                    | 176B2000                     | 187A1000                | 169A4000                | 1-LH5118                                             |
| Motortype                                      | R4-benzinmotor               | R4-benzinmotor               | R4-benzinmotor          | R4-benzinmotor          | Elmotor                                              |
| Antal ventiler pr. cylinder                    | 2                            | 2                            | 2                       | 2                       | –                                                    |
| Ventilstyring                                  | OHV, kæde                    | OHC, tandrem                 | OHC, tandrem            | OHC, tandrem            | –                                                    |
| Fødesystem                                     | Monopoint                    | Monopoint                    | Multipoint              | Multipoint              | –                                                    |
| Trykladning                                    | –                            | –                            | –                       | –                       | –                                                    |
| Køling                                         | Vandkøling                   | Vandkøling                   | Vandkøling              | Vandkøling              | Vandkøling                                           |
| Boring × slaglængde                            | 65,0 × 67,7 mm               | 70,0 × 72,0 mm               | 70,0 × 72,0 mm          | 70,8 × 78,9 mm          | –                                                    |
| Slagvolume                                     | 899 cm³                      | 1108 cm³                     | 1108 cm³                | 1242 cm³                | –                                                    |
| Kompressionsforhold                            | 8,8:1                        | 9,6:1                        | 9,6:1                   | 11,1:1                  | –                                                    |
| Maks. effekt ved omdr./min.                    | 29 kW (39 hk) /5500          | 40 kW (54 hk) /5500          | 40 kW (54 hk) /5000     | 51 kW (69 hk) /5500     | Min: 15 kW (20 hk) Max: 80 kW (109 hk)               |
| Maks. drejningsmoment ved omdr./min.           | 65 Nm /3000                  | 86 Nm /3250                  | 88 Nm /2750             | 102 Nm /3000            | Min: 65 Nm Max: 123 Nm                               |
| Kraftoverførsel                                |                              |                              |                         |                         |                                                      |
| Drivende hjul                                  | Forhjul                      | Forhjul                      | Forhjul                 | Forhjul                 | Baghjul                                              |
| Gearkasse                                      | 5-trins manuel               | 5-trins manuel               | 5-trins manuel          | 5-trins manuel          | 1-trins                                              |
| Præstationer                                   |                              |                              |                         |                         |                                                      |
| Topfart                                        | 140 km/t                     | 150 km/t                     | 150 km/t                | 160 km/t                | 100 km/t                                             |
| Acceleration 0-100 km/t                        | 18,0 sek.                    | 13,8−14,8 sek.               | 14,2−14,8 sek.          | 12,9 sek.               |                                                      |
| Brændstofforbrug pr. 100 km ved blandet kørsel | 6,1 liter Blyfri 95          | 5,8−6,4 liter Blyfri 95      | 6,0−6,5 liter Blyfri 95 | 5,6 liter Blyfri 95     | –                                                    |
| CO2-udslip ved blandet kørsel                  | 145 g/km                     | 137−151 g/km                 | 143−155 g/km            |                         | –                                                    |
| Udstødningsnorm                                | Euro2                        | Euro2                        | Euro3/4                 | Euro4                   | –                                                    |
| Bemærkninger                                   |                              |                              |                         |                         |                                                      |
|                                                | Ikke egnet til E10-brændstof | Ikke egnet til E10-brændstof | Egnet til E10-brændstof | Egnet til E10-brændstof | Med 18 bly-syre-akkumulatorer med hver 12 V og 60 Ah |